# 国立循環器病研究センター
国立研究開発法人国立循環器病研究センター（こくりつじゅんかんきびょうけんきゅうセンター）は、日本の大阪府吹田市にある厚生労働省所管の国立研究開発法人。国立高度専門医療研究センター（ナショナルセンター）の一法人で、当センター含め全国に6か所ある専門病院の1つである。厚生労働省直轄の施設等機関であった旧国立循環器病センターから2010年に独立行政法人へ移行した。高度専門医療に関する研究等を行う独立行政法人に関する法律第2条第2号により設置された。略称としては国循（こくじゅん）が広く知られている。2019年7月にJR岸辺駅北側へ新築移転。
循環器病に関しての診断及び治療、調査及び研究並びに技術者の研修を行う。
名のとおり循環器を専門とする日本最先端の医療機関であると同時に、循環器病を専門とする医学研究機関でもある。
日本有数の心臓移植実施施設である。
病院は特定機能病院に位置づけられている。大学付属病院と防衛医科大学校付属病院以外で特定機能病院として認められているのは、当センターと国立がん研究センター、大阪国際がんセンター（旧大阪府立成人病センター）及びがん研究会有明病院、国立国際医療研究センター病院、静岡県立静岡がんセンターのみである（2017年現在）。日本国内のみならず、日本国外からも患者が訪れる。

## 組織と特徴
センターは「病院」「研究所」「研究開発基盤センター」の3部門からなり、これら3部門を一体として運営していることが大きな特徴。病院は、「心臓血管部門」と「脳血管部門」が併設され、連携して最先端の医療を提供している世界的にも稀有な施設である。2019年4月に設立された「オープンイノベーションセンター」は、臨床研究と疫学調査の推進、知的資産の活用など複合領域の研究を推進している。

## 沿革
- 1977年 開設、診療開始
- 1999年 国内2例目の心臓移植を行う
- 2010年 独立行政法人へ移行
- 2015年 国立研究開発法人に移行
- 2017年 心臓移植100例目を達成

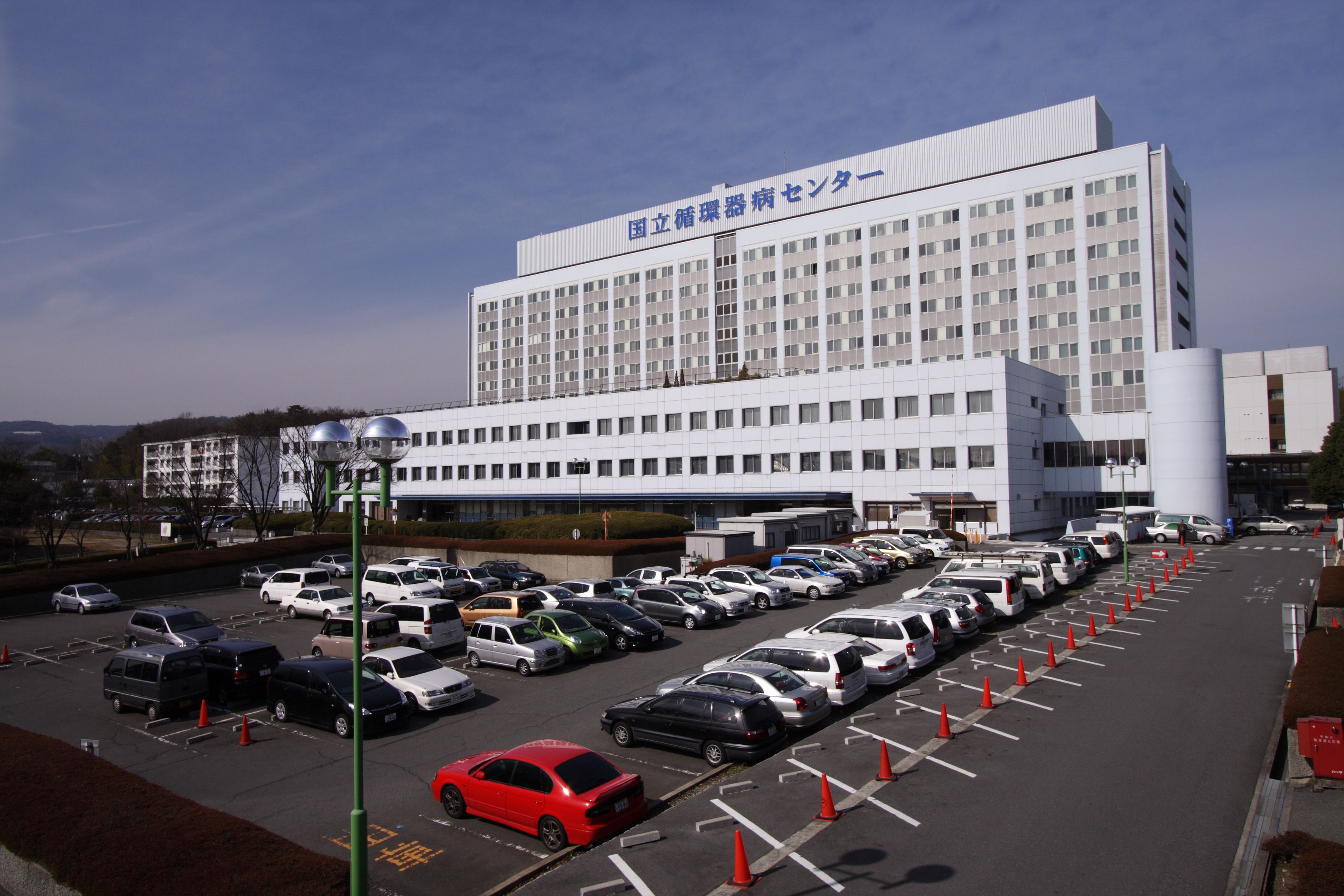
移転前の国立循環器病研究センター

- 2019年 吹田市藤白台五丁目から岸部新町へ移転

## シンボルマーク
人と人や、医師と患者といったたくさんの出会いや支え合いが生み出す無限の相互作用の循環を向かい合う 【＆】 の形で表現。
青と赤のカラーは、静脈と動脈を示すと同時に脳と循環器、知性と情熱、医療と研究といった異なる要素の相互触発と協力を象徴している。

## 岸辺駅前への移転
2013年6月11日に、吹田市の岸辺駅前にある吹田操車場跡地（北大阪健康医療都市。愛称：健都）への移転を正式発表した。センターの移転については大阪府内の複数の市から誘致があった。茨木市と池田市は誘致競争から離脱し、最後は吹田市と箕面市が候補地となっていた。2019年7月稼働を目指して移転準備し、職員宿舎跡地を含めた移転前の敷地（吹田市藤白台）7万4000平方メートルは、アーク不動産（大阪市）へ71億円で売却された。

## 幹部職員

### 歴代総長
- 初代：吉田常雄（1977年6月 - 1983年8月）
- 第2代：曲直部寿夫（1983年8月 - 1990年3月）
- 第3代：尾前照雄（1990年4月 - 1995年3月）
- 第4代：川島康生（1995年4月 - 1996年9月）
- 第5代：菊池晴彦（1996年10月 - 2000年6月）
- 第6代：山口武典（2000年7月 - 2001年3月）
- 第7代：北村惣一郎（2001年4月 - 2008年3月）
- 第8代：橋本信夫（2008年4月 - 2010年3月）

### 歴代理事長
- 初代：橋本信夫（2010年4月 - 2016年2月 ）
- 第2代：小川久雄（2016年2月 - 2021年3月 )
- 第3代：大津欣也 (2021年4月 - 現在 )

### 病院長
- 曲直部寿夫（1977年6月 - 1983年8月）
- 尾前照雄（1983年9月 - 1990年4月）
- 川島康生（1990年4月 - 1995年4月）
- 下村克朗（1995年4月 - 1997年3月）
- 山口武典（1997年4月 - 2000年7月）
- 北村惣一郎（2000年7月 - 2001年4月）
- 友池仁暢（2001年6月 - 2010年9月）
- 内藤博昭（2010年10月 - 2016年3月）
- 峰松一夫（2016年4月 - 2018年3月）
- 小林順二郎（2018年4月 - 2020年3月）
- 飯原弘二（2020年4月 - 現在）

### 研究所長
- 岡小天（1977年6月 - 1981年10月）
- 仁村泰治（1981年10月 - 1989年3月）
- 松尾壽之（1989年4月 - 1997年3月）
- 眞崎知生（1997年4月 - 2000年3月）
- 菅弘之（2000年4月 - 2007年3月）
- 寒川賢治（2007年4月 - 2017年3月）
- 望月直樹（2017年4月 - 現在）

## アクセス
JR大阪駅・新大阪駅・京都駅から、JR京都線岸辺駅より約300 m（連絡通路で直結）
阪急大阪梅田駅・京都河原町駅から、阪急京都線正雀駅より約800 m

## 特徴
- 「心臓血管部門」と「脳血管部門」を併設し、「心臓」と「脳」のそれぞれの専門家が連携して治療にあたる。
- 「病院」「研究所」が一体化し、医療現場での課題を研究によって解決することや、逆に研究での成果を医療現場に直結することができる。
- 臨床と研究をより強く結びつけるため2010年に研究開発基盤センターを設立。臨床研究、疫学調査の推進、知的資産の活用等に取り組む。
- 脳と心臓に特化した病院であり、それ以外の診療はほとんど行っていない（専門外来・禁煙外来などのみ）
- 国立循環器病センターはナショナルセンターと呼ばれ、他のナショナルセンター（当センター含め全国に6か所ある専門病院である）との人事交流も盛んである。
- 国立病院機構近畿グループとも事務方の人材交流を行っており、当センターで事務職として勤務する場合は国立病院機構近畿グループの採用試験を受験する必要がある。（常勤のみ）
- 年間手術件数は3000件を超える。手術室のスタッフは24時間365日体制で交代勤務している。
- 職員総数は約1800名。うち医師が約300名、看護師が約800名、事務部門が270名、コメディカルや研究員などが勤務している。
- 全国各地から「レジデント」「専門修練医」などの医師を受け入れている。彼らは当センターで研修をした後、全国へ散らばって拠点病院の専門医として活躍する
- 意見箱という患者用投書箱がある。患者の意見を投書することで、院内の医療サービス委員会で審議される。場合によっては投書した本人に連絡がくることもある。
- 専門性と高さと待遇の良さから看護学校の学生からも人気がある。新採用で働く看護師の出身校は国立看護大学校が一番多いと言われている。

## 近隣施設
- 市立吹田市民病院 - 南西に隣接
- ドナルド・マクドナルド・ハウス - おおさか健都ハウスが北東に隣接
- 大阪学院大学
- 大阪学院大学高等学校
- VIERRA岸辺健都
- 健都イノベーションパーク
- 吹田市立健都ライブラリー
- 健都レールサイド公園
- 明和池公園
- ローレルスクエア健都ザ・レジデンス
- ローレルスクエア健都ザ・テラス